# Direktpositiv-Verfahren
Als Direktpositiv-Verfahren bezeichnet man in der Fotografie Verfahren, bei denen ohne den Umweg über ein Negativ ein Positiv erzeugt wird.
Beim Direktpositiv führt die Lichteinwirkung zu einer Aufhellung des Fotomaterials. Beim klassischen Negativverfahren führt die Lichteinwirkung hingegen zu einer Schwärzung des Filmmaterials.
Direktpositive stellen Unikate dar.

## Scheinpositiv
Im Gegensatz zum Direktpositiv wird bei einem Scheinpositiv die positive Bildwirkung durch Aufbringung des Negativs auf einen dunklen Hintergrund erzielt. Das Negativ erscheint aufgrund des Dunkelfeldprinzips vor einem dunklen Hintergrund als Positiv.

## Verfahren
Das erste Direktpositiv-Verfahren wurde bereits 1840 von Hippolyte Bayard beschrieben. Sein Prozess arbeitete mit Silbersalzen. Der Pellet-Prozess, eine Weiterentwicklung der Cyanotypie, arbeitet mit Eisensalzen.
Auch einige heutige Verfahren wie das Ilfochrome Classic werden als Direktpositiv-Verfahren bezeichnet; sie dienen dem Anfertigen von Abzügen von Diapositiven und Aufsichtsvorlagen; dabei wird mit speziellem Fotomaterial ein farbiges und positives Abbild der Vorlage erzeugt.
Seit 2010 ist von Ilford auch Papier für Schwarz-Weiss-Direktpositive erhältlich.

## Scheinpositiv-Verfahren
Die wichtigsten klassischen Scheinpositiv-Verfahren sind:
- Ambrotypie (bzw. Melanotypie)
- Pannotypie
- Ferrotypie (bzw. Tinytype)

## Direktpositiv-Verfahren
Die wichtigsten Direktpositiv-Verfahren sind:
- Daguerreotypie
- Verfahren nach Bayard
- Pellet-Prozess
- Diazotypie